# 浩
Pour les articles homonymes, voir Hao (homonymie).
Hào est la transcription en hanyu pinyin du caractère chinois 浩, « vaste » qui est aussi un kanji signifiant « grand, extensif » en japonais.
Son caractère Unicode est 6D69.